# Radvaň nad Dunajom
Radvaň nad Dunajom (węg. Dunaradvány) – wieś (obec) na Słowacji położona w kraju nitrzańskim, w powiecie Komárno. Pierwsze wzmianki o miejscowości pochodzą z roku 1260.
Według danych z dnia 31 grudnia 2016, wieś zamieszkiwało 701 osób, w tym 351 kobiet i 350 mężczyzn.
W 2001 roku rozkład populacji względem narodowości i przynależności etnicznej wyglądał następująco:
- Węgrzy – 91,46%
- Słowacy – 7,99%
- Czesi – 0,41%
- Polacy – 0,14%